# El Colacho
El Colacho es una fiesta que se celebra anualmente en la localidad de Castrillo de Murcia (Burgos, España). Lleva celebrándose ininterrumpidamente desde 1621.

## Historia
Está declarada de interés turístico de Castilla y León.
En 1980, Cristina García Rodero fotografió la festividad. Las fotos se integraron en la monografía España oculta, editada en 1989, que mereció los elogios de Julio Caro Baroja.

## Características[3]
Consiste en una jornada en la que el Colacho, un diablo grotesco ataviado con una botarga de colores amarillo y rojo y cubierto por una máscara, llamada birria, porta en sus manos una castañuela de gran tamaño, la terrañuela, y se lanza, en representación del diablo, a fustigar con una cola de caballo a las gentes del pueblo, que le increpan con insultos. A lo largo del recorrido, los lugareños levantan altares de flores para que, a su paso, el Colacho se pare y salte por encima de los niños que ese año hayan nacido en Castrillo de Murcia.

### Domingo

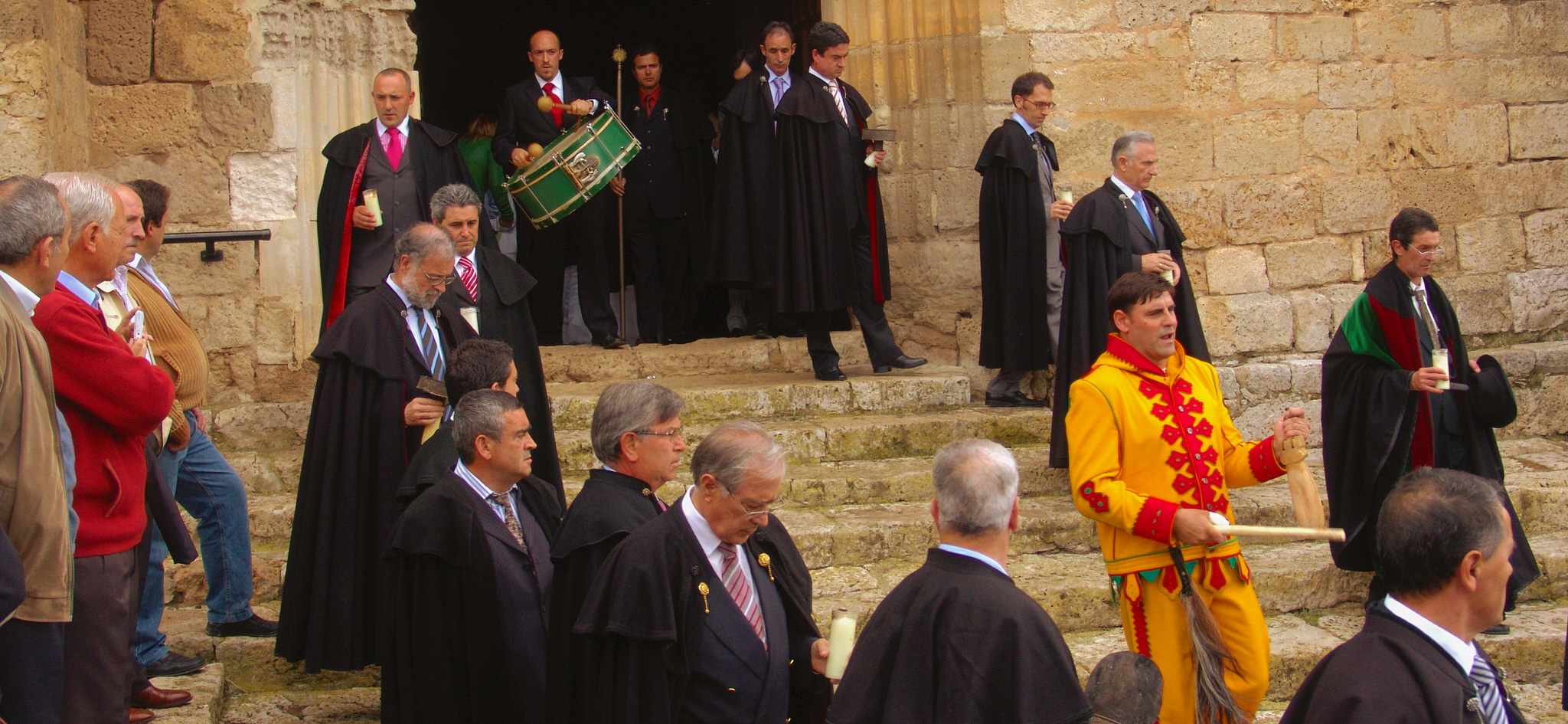
Cofradía Minerva

El día más importante de la fiesta, ya que se celebra la procesión. En ella, los vecinos del pueblo adornan sus casas con mantos y rosas. Frente a estos altares, en el suelo, se colocan unos colchones sobre los cuales momentos antes de la llegada de la procesión, se tumban a los niños nacidos en el año. Tras finalizar la procesión, la gente va a las eras, donde ameniza la fiesta un grupo de baile castellano. Durante los bailes, el atabalero pronuncia un discurso y finalmente se bebe vino, el churrillo local, y come queso (de Sasamón) y pan, que gratuitamente reparte la archicofradía de Minerva.

## Significado
La farsa o juego de escarnio representa el mal y la herejía, algo que logra vencer la fe del pueblo cristiano con el sacramento de la eucaristía. 